# Chatham (Illinois)
Pour les articles homonymes, voir Chatham.
Chatham est un village du comté de Sangamon, en Illinois, aux États-Unis. Lors du recensement de 2010, le village comptait une population de 11 500 habitants. Il est situé à 4,5 kilomètres au sud de Springfield.

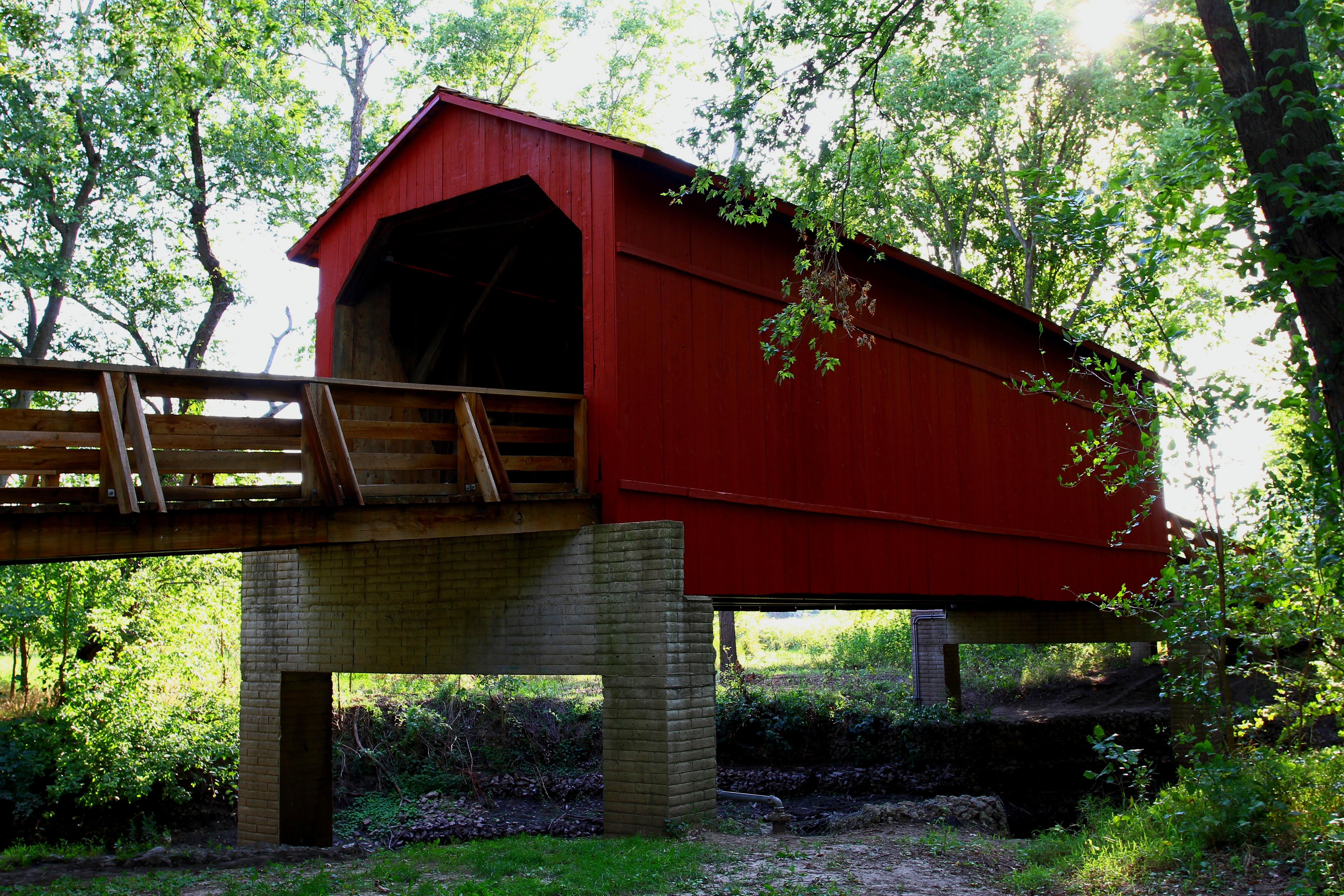
Pont couvert de Sugar Creek

## Histoire
Les premiers pionniers s'installent dans la région en 1816. Le village est baptisé le 22 octobre 1836. Il est incorporé le 23 juillet 1874.

## Source de la traduction
- (en) Cet article est partiellement ou en totalité issu de l’article de Wikipédia en anglais intitulé « Chatham, Illinois » (voir la liste des auteurs).